# رست (لغة برمجة)
رست (بالإنجليزية: Rust) هي من لغة برمجة أنظمة مدعومة من قبل بحوث موزيلا. صُمِمت لكي تكون «آمنة ومتزامنة وعملية» ، حيث تدعم مجالات البرمجة الوظيفية والبرمجة الإجرائية. يوجد تشابه بينها وبين لغة الـ ++C ، لكن هذهِ اللغة مصممة من أجل حماية الذاكرة ‏ مع البقاء أو الحفاظ على الأداء.
رست هي لغة برمجة مفتوحة المصدر. تتم تعديلات في تصميم اللغة من خلال التجارب في كتابة سيرڤو  (مُحرك الواجهة في متصفح الويب) وكومبايلر الرست. يلعَب مجتمع مطوري الرست دور كبير في إضافة التطويرات للغة.
حازت اللغة على المركز الأول في "أكثر اللغات المحبوبة عند استطلاع المطورين في ستاك أوفرفلو في عام 2016 و2017.

## برنامج أهلا بالعالم!
```
fn
 
main
()
 
{

    
println!
(
"!أهلا بالعالم"
);

}

```

## برمجيات تعتمد رست
منذ تطويرها ونظرا لميزاتها بدأت مجموعة من البرمجيات باعتماد لغة رست، منها:
متصفح فايرفوكس.
سيرفو: هو محرك تصميم تجريبي طورته موزيلا بالتعاون مع سامسونج.
كوانتوم: مشروع لتحسين محرك التصميم جيكو لمتصفح فايرفوكس، الذي طورته موزيلا.
نظام التشغيل ريدوكس.
ستراتيس: مدير ملفات النظام لفيدورا ورايل 8.
إكسا: بديل حديث لـ إل إس.
أوبن دي إن إس: يستخدم في بعض مكوناته.
تور: المتصفح المكتوب بلغة سي في الأصل، يختبر التحويل إلى رست لميزاتها الأمنية.
دينو: بيئة تشغيل آمن لـ جافاسكريبت وتايبسكربت.
ديسكورد: خدمة دردشة تستهدف اللاعبين الذين يستخدمون رست لأجزاء من الواجهة الخلفية، بالإضافة إلى ترميز الفيديو من جانب العميل.
ديم العملة المعماة التي يسعى فيسبوك إلى طرحها للتداول.

## وصلات خارجية
- الموقع الرسمي
- رست على موقع Free Software Directory (الإنجليزية)